# Der Freund und der Fremde
Der Freund und der Fremde ist eine Erzählung von Uwe Timm, die 2005 im Verlag Kiepenheuer & Witsch veröffentlicht wurde. Nach dem Buch über seinen Bruder (Am Beispiel meines Bruders, 2003) handelt es sich um sein zweites Erinnerungsbuch, dieses Mal über seinen Freund und Mitschüler Benno Ohnesorg.

## Inhalt
In dieser Erzählung verarbeitet Uwe Timm Erinnerungen an seine Zeit im Braunschweig-Kolleg Anfang der 1960er Jahre, als er zusammen mit seinem Mitschüler Benno Ohnesorg das Abitur auf dem Zweiten Bildungsweg nachholte. Er schildert Ohnesorg als eigenwilligen, zurückhaltenden, auf eine stille Art entschlossenen Menschen, der malte und Gedichte schrieb, die Werke der französischen Moderne las und zu einem der ersten Leser von Uwe Timms Werken wurde. Bald verband sie eine Freundschaft, in der sie gemeinsam Apollinaire und Beckett, Camus und Ionesco – und die Tatsache entdecken, „dass das Schreiben nicht nur ein einsamer Akt ist, dass man über Texte sprechen, sie verändern, sie verbessern kann, dass Nähe und radikaler Eigensinn gleichzeitig möglich sind.“
Bei seiner anschließenden Studienzeit in München und Paris verloren sich die Freunde aus den Augen, und Timm erfuhr in Paris, wo er über Camus promovierte, von seinem Tod. Schon damals wollte er über den Schulfreund, dessen skandalöser Tod zum Fanal der Studentenbewegung wurde, unbedingt schreiben. Aber es gelang nicht, auch ein zweiter Versuch Jahre später scheiterte. Es blieb aber der Vorsatz, den er nahezu als Verpflichtung empfand, über ihn zu schreiben. „Ein Erzählen, das nur gelingen konnte – und diese Einsicht musste erst wachsen –, wenn ich auch über mich erzählte“.
Wie in Am Beispiel meines Bruders nimmt Timm diesen Umweg über das eigene Ich und spürt nach mehr als vierzig Jahren der kurzen und eigenartig kühlen, aber intensiven und geistig engen Beziehung zu seinem Jugendfreund und Klassenkameraden nach, der inzwischen in die Geschichtsbücher eingegangen ist. Mehr noch als über Benno Ohnesorg und die Freundschaft der beiden, erfahren wir über den jungen Uwe Timm, der nach dem frühen Tod des Vaters mit 18 Jahren dessen Kürschnerbetrieb übernehmen muss, aber eigentlich unbedingt Schriftsteller werden will. Im Rahmen seiner Arbeit an dieser Erzählung recherchierte Timm wie ein Journalist, blieb in seinem Werk aber ganz Dichter. Er sprach unter anderen persönlich mit Benno Ohnesorgs Bruder Willibald und Sohn Lukas, der seinen Vater nie kennengelernt hat. Auch Friederike Hausmanns Erinnerungen vom Tag der Erschießung Ohnesorgs flossen in das Werk ein.
Entstanden ist keine chronologische Erzählung, sondern ein geschickt komponiertes Erinnerungsmosaik von Fragmenten und Anekdoten, die ein lebendiges Bild von der Jugend in den 1960er Jahren zeichnen, das den Bildungshunger thematisiert, das jugendlich-idealistische Streben nach eigenen Texten, Gedichten und Werken und das Interesse an Kunst, Literatur, Philosophie, die man sich gegenseitig vorliest:
Einmal, im Sommer des zweiten Jahres, als wir an der Oker saßen, in der Stille eines sich langsam auftürmenden, durch keinen Windstoß sich ankündigenden Gewitters, und uns über Gefühl und Sprache unterhielten, über uns, in dem eben noch blauen Himmel, grauschwarz das tiefhängende Gewölk, las er mir, was er sonst nie tat, ein nicht fertiges Gedicht vor. Noch fehlte die letzte Strophe. […] Als er geendigt hatte, sagte keiner von uns ein Wort, und wir sahen den Regen näher kommen, eine dicht fallende gesträhnte graublaue Front, in der die Blitze niederfuhren, und der Donner rollte über die Wiesen und Felder heran, mit einer Wucht, die sich auf die Brust legte, einen Moment gelähmt, nicht vor Schreck, sondern innig beglückt standen wir und wurden in diese Flut eingetaucht.

## Ausgaben
- Uwe Timm: Der Freund und der Fremde. Eine Erzählung. Kiepenheuer & Witsch, Köln 2005, ISBN 978-3-462-03609-1
- Uwe Timm: Der Freund und der Fremde. Eine Erzählung. Dtv, München 2007, ISBN 978-3-423-13557-3.
  - als Hörbuch: Uwe Timm: Der Freund und der Fremde. Random House Audio, Köln 2005, ISBN 3-86604-040-7 (4 CDs, vom Autor gelesen)